# 3 for the Road
3 for the Road ist ein Jazzalbum von Jay Clayton, Fritz Pauer und Ed Neumeister. Die am 28. Januar und 2. Juni 2002 in den Soundbourn Studios, Wien, entstandenen Aufnahmen erschienen am 18. September 2020 auf dem Label MeisteroMusic.

## Hintergrund
Im November 2020 veröffentlichte Jay Clayton 3 for the Road, ein Trioalbum mit dem Pianisten Fritz Pauer und dem Posaunisten Ed Neumeister, das bereits 2002 in Österreich entstanden war. Pauer und Clayton, die – ebenso wie Ed Neumeister – zu dieser Zeit an der Universität für Musik und darstellende Kunst Graz unterrichteten, traten 1992 zum ersten Mal gemeinsam auf, während einer der ersten Solotourneen der Sängerin in Europa. Sie gaben ein Duo-Konzert im Jazzland in Wien, ohne Probe, und spielten einfach Stücke, die beide kannten. Später lud Clayton Ed Neumeister bei einem ihrer Auftritte zu einem „Sit-In“ ein; bald darauf entstand die Idee, nach dem Unterrichten zusammen in der Hochschule zu spielen, was zu einer Reihe von Konzerten führte, schließlich zum gemeinsamen Trioalbum. Sie spielten zwei Standards; Henry Mancinis „Two for the Road“, aus dem Soundtrack des gleichnamigen Films (1967) und „It Could Happen to You“; mehrere Stücke wurden alle im Moment komponiert, ohne Vorbereitung.

## Titelliste
- Jay Clayton, Fritz Pauer, Ed Neumeister – 3 for the Road (MeisteroMusic 0020)[1]

1. Love Is a Place	(Clayton, Pauer) 4:22
2. Two for the Road (Leslie Bricusse, Henry Mancini) 5:48
3. Badadadat (Larry Karush) 5:25
4. It Could Happen to You	(Johnny Burke, Jimmy Van Heusen) 6:16
5. Fun	(Clayton, Neumeister, Pauer) 2:27
6. Gobblers Nob (Neumeister) 6:38
7. May I Be Gay (Clayton, Neumeister, Pauer, E. E. Cummings) 3:53
8. Yak'n (Clayton, Neumeister, Pauer) 6:14
9. Rhythm Waltz (Jay Clayton) 6:25

## Rezeption
Matt Collar verlieh dem Album in Allmusic vier Sterne und schrieb, 3 for the Road sei ein überschwängliches Album, das ihr ekstatisches Gruppenzusammenspiel zeige. Pauer wie Neumeister würden eine experimentierfreudige Haltung zeigen, was Clayton widerspiegele, deren dynamische Gesangsfähigkeiten von träge und lyrisch in einer Minute zu strahlend atonal und explosiv in der nächsten wechseln können. So spielen sie auf 3 for the Road eine Mischung aus experimentellen, oft wortlosen Avantgarde-Songs sowie zwei mit Wärme wiedergegebenen Standards. Es sei faszinierend zu hören, wie intuitiv sich Neumeister Claytons Gesangsstil anpasse, wobei seine verschiedenen Dämpfer und weiten Tonbeugungen die reichhaltigen Texturen der menschlichen Stimme hervorrufen.

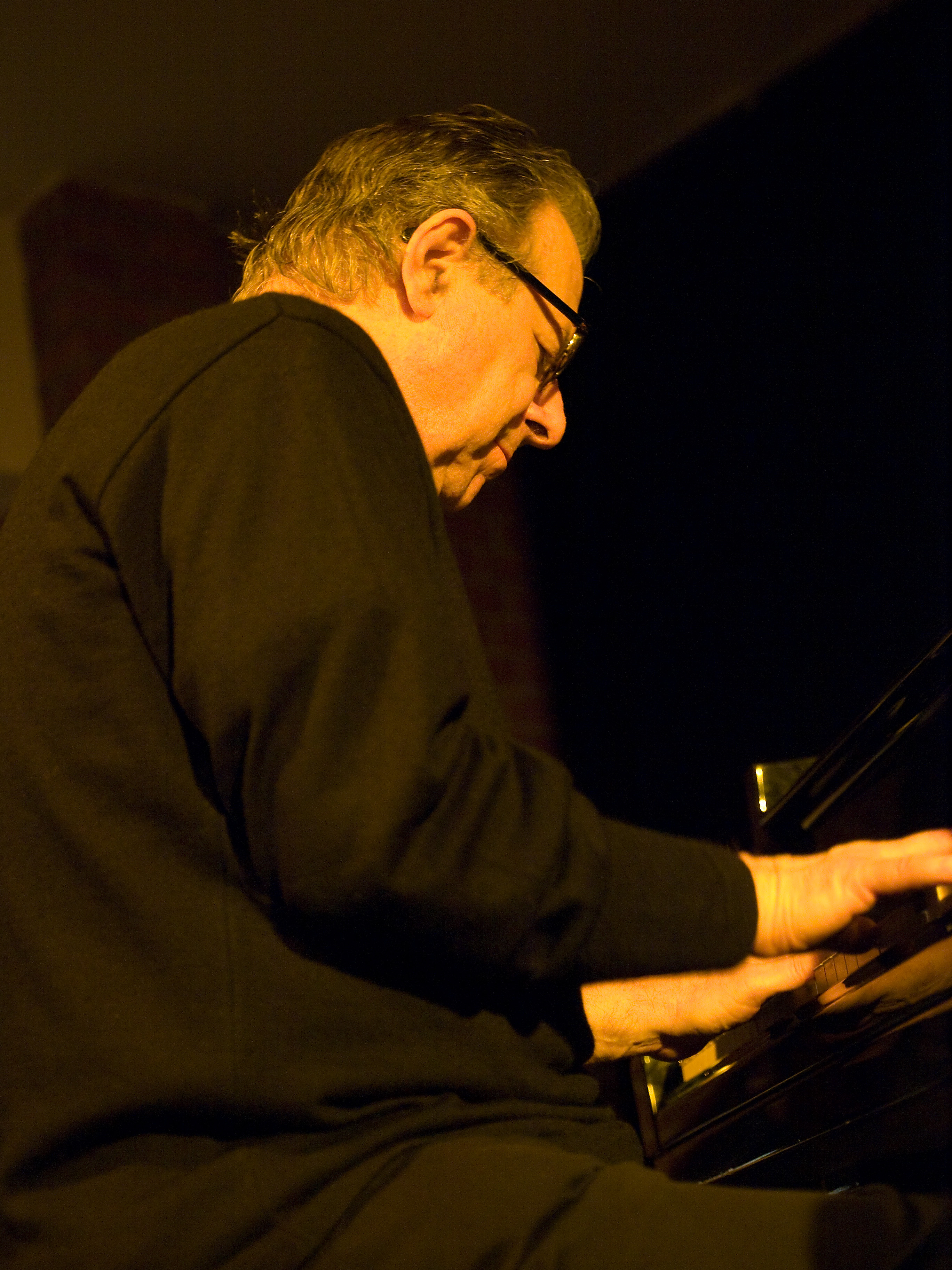
Fritz Pauer im Jazzclub Unterfahrt (München 2009)

Jay Claytons Stimme und elektronische Musik würden sich mit Fritz Pauers Klavier und Ed Neumeisters Posaune für die Kompositionen des Blechbläsers und einige Standards in einem einzigartigen Trio-Paket vereinen, schrieb George W. Harris in Jazz Weekly. Clayton würde ihre Stimme perkussiv („Love Is A Place“) einsetzen, und versetzt mit „oohs“ und „aahs“ bei „Yak’n“ und dem sehnsüchtigen „Gobblers Nob“. Ihre Stimme und die Bläserstimme würden bei „Badadadat“ eigenwillig wirken, während es bei „It Could Happen to You“ tatsächlich zusammenhängend und überzeugend klinge.
Diese Archivaufnahme aus dem Jahr 2001 biete eine repräsentative Auswahl von Claytons vielseitigem Repertoire, während sie von melodischer Disjunktion („Love Is a Place“) über sanftes Balladenspiel („Two for the Road“) bis hin zu wilder Improvisation („Ba Da Da Dat“) und meditative Vocalise („Gobblers Nob“) wechsle, schrieb Suzanne Lorge im Down Beat.
Die musikalische Beziehung Fritz Pauers zu Jay Clayton habe mit dem Posaunisten Ed Neumeister eine fantasievolle Balance gefunden, die nun in dieser Aufnahme hervorsteche, schrieb Angelo Leonardi in All About Jazz. Wie in ihrem kurz zuvor erschienenen Duoalbum mit Jerry Granelli (Alone Together) würde die Sängerin ihren stets experimentierfreudigen, ausdrucksstarken Stil zeigen. Ihre stimmlichen Erkundungen interagierten gleichermaßen mit ihren beiden Kollegen und sie erfänden faszinierende improvisierte Wege. Doch bei ein paar Gelegenheiten übernehme die Liebe zur Tradition die Oberhand und das Trio liefere glanzvolle Versionen von „Two for the Road“ und „It Could Happen To You“. Liebhaber der freien Improvisation dürften auch den Rest des Albums zu schätzen wissen, der den Vorzug der ausdrucksstarken Vielfalt habe, in einer Erkundung, die manchmal lyrisch und flüchtig („Gobblers Nob“) und dann rhythmisch aufgeregt („Love Is a Place“, „Badadadat“) ausfalle.